# Rosa Fuertes
Rosa Fuertes va ser una soprano del segle xix, que des de ben petita va estudiar música amb Francsico Turell.
Va fer el seu debut al Teatre Tívoli de Barcelona l'any 1888 amb l'òpera Marina, d'Emilio Arrieta. Va tindre una carrera exitosa en la qual se la conegué per la interpretació de repertori com el d'El Maestro Campanone, El molinero de Subiza, o La guerra santa, entre d'altres.
Va triomfar en la sarsuela, ja que es caracteritzava per tenir un gran domini de la tècnica i una gran extensió vocal.
Va actuar als principals teatres de Barcelona, Sevilla, Màlaga, Madrid, València i Lisboa.